# Blond (1990-talet)

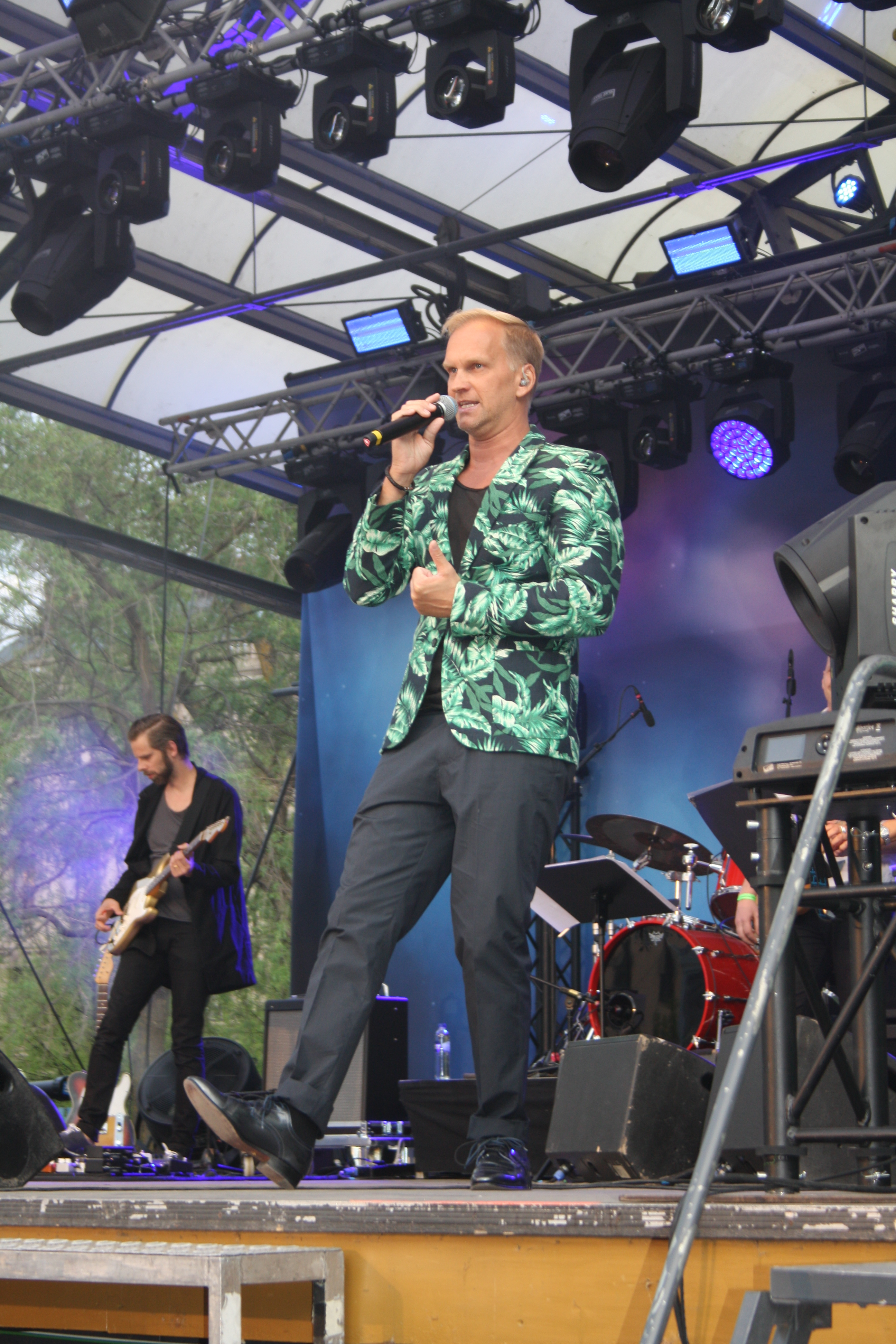
Gabriel Forss

Blond var ett pojkband under 1990-talet. Gruppen bestod av Jonas Karlhager, Gabriel Forss och Patrik Lundström. Gruppen deltog i Melodifestivalen 1997 med bidraget Bara hon älskar mig, skriven av Stephan Berg. Bidraget vann tävlingen och representerade Sverige i Eurovision Song Contest i Dublin, Irland. Efter omröstningen placerade de sig på 14:e plats av 25 tävlande. Bidraget fick 36 poäng. Gruppen spelade även in låten med engelsk text och den fick titeln Baby, I'll Die For You.
Sommaren 1997 turnerade gruppen i Sverige och uppträdde i folkparker och även på Vattenfestivalen i Stockholm.
Blond släppte ett album, men gick sedan åt skilda håll. De återförenades temporärt till schlagerkvällen på Stockholm Pride i Tantolunden 2006.

## Diskografi
Placeringar avser svenska försäljningslistan.

### Singlar
| År   | Titel               | Placering | Veckor |
| ---- | ------------------- | --------- | ------ |
| 1997 | Bara hon älskar mig | 4         | 16     |
| 1997 | Hon har allt        | 59        | 1      |
| 1997 | I en luftballong    | -         | -      |

## Melodier på Svensktoppen
- Bara hon Älskar mig - 1997

## Missade Svensktoppen
- Hon har allt - 1997
- I en luftballong - 1997

### Album
- Blond

1. I en luftballong
2. Gryningen
3. Bara hon älskar mig
4. Min kärlek till dej
5. Hon har allt
6. Kom till mej
7. En sommar med dej
8. Het kärlek
9. Jag tror på dej i allt
10. Om du var här
11. Ingen är som du
12. Bara hon älskar mig (Unplugged)